# Diplomacia cultural
La diplomacia cultural es un tipo de diplomacia pública y poder blando que incluye el «intercambio de ideas, información, arte, lenguaje y otros aspectos de la cultura entre las naciones y sus pueblos para fomentar el entendimiento mutuo». El propósito de la diplomacia cultural es que las personas de una nación extranjera desarrollen una comprensión de los ideales e instituciones de la nación en un esfuerzo por generar un amplio apoyo para los objetivos económicos y políticos. En esencia, «la diplomacia cultural revela el alma de una nación», que a su vez crea influencia. Aunque a menudo se pasa por alto, la diplomacia cultural puede y juega un papel importante en el logro de los esfuerzos de seguridad nacional. 

## Definición

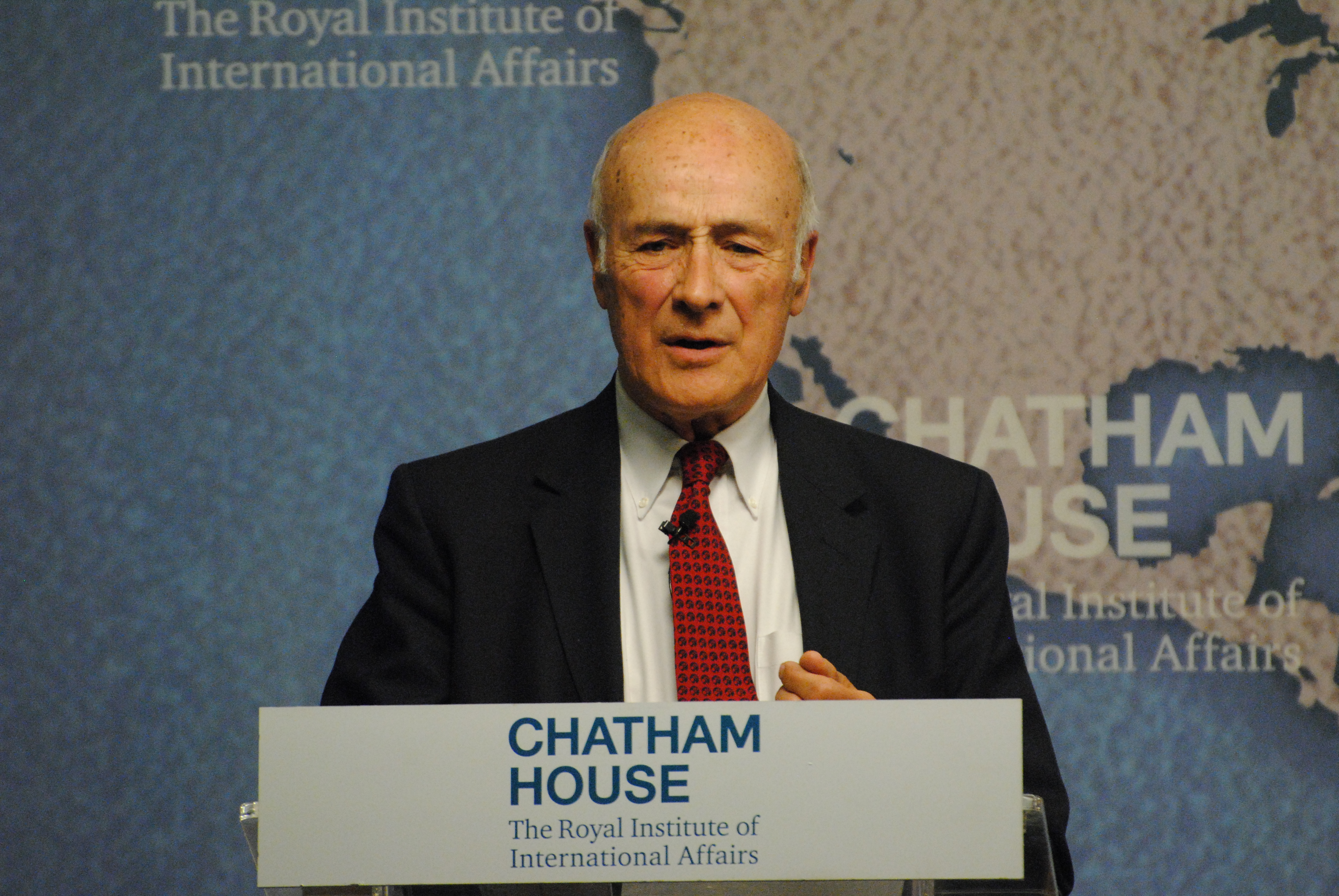
Joseph S. Nye

La cultura es un conjunto de valores y prácticas que crean significado para la sociedad. Esto incluye tanto la alta cultura (literatura, arte y educación, que atrae a las élites) como la cultura popular (atraer a las masas). Esto es lo que los gobiernos buscan mostrar al público extranjero cuando participan en la diplomacia cultural. Es un tipo de poder blando, que es la «capacidad de obtener lo que desea a través de la atracción en lugar de la coerción o los pagos. Surge de la cultura, los ideales políticos y las políticas de un país». Esto indica que el valor de la cultura es su capacidad de atraer extranjeros a una nación. La diplomacia cultural también es un componente de la diplomacia pública. La diplomacia pública se ve reforzada por una sociedad y cultura más grandes, pero al mismo tiempo la diplomacia pública ayuda a «amplificar y anunciar esa sociedad y cultura al mundo en general. Se podría argumentar que el componente de información de la diplomacia pública solo puede ser completamente efectivo cuando ya existe una relación que da credibilidad a la información que se transmite. Esto viene del conocimiento de la cultura del otro». La diplomacia cultural ha sido llamada la «pieza clave de la diplomacia pública» porque las actividades culturales tienen la posibilidad de demostrar lo mejor de una nación. De esta manera, la diplomacia cultural y la diplomacia pública están íntimamente vinculadas. 
Richard T. Arndt, un ex practicante de la diplomacia cultural del Departamento de Estado, dijo: «Las relaciones culturales crecen natural y orgánicamente, sin intervención del gobierno (las transacciones de comercio y turismo, flujos de estudiantes, comunicaciones, circulación de libros, migración, acceso a los medios, matrimonio interracial) millones de encuentros diarios interculturales. Si eso es correcto, solo se puede decir que la diplomacia cultural se lleva a cabo cuando los diplomáticos formales, al servicio de los gobiernos nacionales, intentan moldear y canalizar este flujo natural para promover los intereses nacionales». Es importante tener en cuenta que, si bien la diplomacia cultural es, como se indicó anteriormente, una actividad gubernamental, el sector privado tiene un papel muy real que desempeñar porque el gobierno no crea cultura, por lo tanto, solo puede intentar dar a conocer una cultura y definir el impacto que tendrá este crecimiento orgánico en las políticas nacionales. La diplomacia cultural intenta gestionar el entorno internacional utilizando estas fuentes y logros y dándoles a conocer en el extranjero. Un aspecto importante de esto es escuchar: la diplomacia cultural debe ser un intercambio bidireccional. Este intercambio está destinado a fomentar un entendimiento mutuo y, por lo tanto, ganar influencia dentro de la nación objetivo. La diplomacia cultural deriva su credibilidad no de estar cerca de las instituciones gubernamentales, sino de su proximidad a las autoridades culturales. Se observa    como un arma silenciosa para obtener el control sobre otra nación con el uso de métodos no violentos para perpetrar una relación de comprensión y apoyo mutuo entre los países involucrados. 

## Propósito
En última instancia, el objetivo de la diplomacia cultural es influir en una audiencia extranjera y usar esa influencia, que se acumula a largo plazo, como una especie de bien que se reservará para ganar apoyo para las políticas. Busca aprovechar los elementos de la cultura para inducir a los extranjeros a:
- Tener una visión positiva de la gente, la cultura y las políticas del país.
- Inducir una mayor cooperación entre las dos naciones.
- Ayudar a cambiar las políticas o el entorno político de la nación.
- Prevenir, gestionar y mitigar conflictos con la nación objetivo.

A su vez, la diplomacia cultural puede ayudar a una nación a comprender mejor a la nación extranjera con la que está comprometida y fomenta el entendimiento mutuo. La diplomacia cultural es una forma de llevar a cabo las relaciones internacionales sin esperar nada a cambio de la forma en que la diplomacia tradicional suele esperar. Los programas de intercambio cultural funcionan como un medio para transmitir una impresión favorable del país extranjero a fin de obtener la comprensión y aprobación de los extranjeros en sus prácticas culturales y naturalizar sus normas sociales entre otras culturas.
En general, la diplomacia cultural se centra más en el largo plazo y menos en asuntos de política específicos. La intención es generar influencia a largo plazo para cuando sea necesario involucrar a las personas directamente. Esta influencia tiene implicaciones que van desde la seguridad nacional hasta el aumento del turismo y las oportunidades comerciales. Permite al gobierno crear una «base de confianza» y un entendimiento mutuo que es neutral y se basa en el contacto de persona a persona. Otro elemento único e importante de la diplomacia cultural es su capacidad de llegar a jóvenes, no-élites y otros públicos fuera del circuito tradicional de la embajada. En resumen, la diplomacia cultural planta las semillas de ideales, ideas, argumentos políticos, percepciones espirituales y un punto de vista general del mundo que puede o no florecer en una nación extranjera. Por lo tanto, las ideologías difundidas por la diplomacia cultural sobre los valores en los que creen los estadounidenses permiten a quienes buscan una vida mejor mirar hacia el mundo occidental, donde la felicidad y la libertad se presentan como objetivos deseables y alcanzables.

## Enlace a seguridad nacional
En primer lugar, la diplomacia cultural es una demostración del poder nacional porque demuestra al público extranjero todos los aspectos de la cultura, incluida la riqueza, los avances científicos y tecnológicos, la competitividad en todo, desde el deporte y la industria hasta el poder militar, y la confianza general de una nación. La percepción del poder obviamente tiene implicaciones importantes para la capacidad de una nación de garantizar su seguridad. Además, debido a que la diplomacia cultural incluye argumentos políticos e ideológicos, y usa el lenguaje de la persuasión y la defensa, puede usarse como un instrumento de guerra política y ser útil para lograr los objetivos tradicionales de la guerra. Se citó a un activista chino que dijo: «Hemos visto muchas películas de Hollywood: presentan bodas, funerales y van a la corte. Así que ahora creemos que es natural ir a la corte algunas veces en tu vida». Este es un ejemplo de una exportación cultural (películas de Hollywood) que posiblemente tenga un efecto sutil en el sistema legal en China, lo que en última instancia podría beneficiar a los Estados Unidos o cualquier otra nación que desee ver una China más democrática. Esta es la forma en que las ideas y las percepciones pueden afectar en última instancia la capacidad de una nación para alcanzar sus objetivos de seguridad nacional. 
En términos de políticas que apoyan los objetivos de seguridad nacional, la revolución de la información ha creado un mundo cada vez más conectado en el que las percepciones públicas de valores y motivaciones pueden crear un entorno habilitante o incapacitante en la búsqueda del apoyo internacional de las políticas. La lucha por afectar importantes desarrollos internacionales se trata cada vez más de ganar la lucha por la información para definir la interpretación de las acciones de los estados. Si una acción no se interpreta en el extranjero como la nación debe ser, entonces la acción en sí puede dejar de tener sentido. La diplomacia cultural puede crear un entorno en el que una nación sea recibida como básicamente buena, lo que a su vez puede ayudar a enmarcar sus acciones de manera positiva. 
Los participantes en la diplomacia cultural a menudo tienen ideas sobre actitudes extranjeras que los empleados oficiales de la embajada no tienen. Esto se puede utilizar para comprender mejor las intenciones y capacidades de una nación extranjera. También se puede utilizar para contrarrestar la propaganda hostil y la recopilación de inteligencia de código abierto.
En general, la diplomacia cultural tiene el potencial de demostrar el poder nacional, crear un ambiente propicio para el apoyo y ayudar en la recopilación e interpretación de información. Esto, a su vez, ayuda a la interpretación de la inteligencia, mejora el prestigio de una nación y ayuda a obtener apoyo para políticas en el extranjero. Todos estos factores afectan la seguridad de una nación, por lo tanto, la diplomacia cultural tiene un efecto y un papel que desempeñar en lo que respecta a la seguridad nacional. 

## Herramientas y ejemplos
La diplomacia cultural puede y utiliza todos los aspectos de la cultura de una nación. Esto incluye:
- Las artes incluyen películas, danza, música, pintura, escultura, etc.
- Exposiciones que ofrecen el potencial de exhibir numerosos objetos de cultura.
- Programas educativos como universidades y programas de idiomas en el extranjero.
- Intercambios: científicos, artísticos, educativos, etc.
- Literatura: creación de bibliotecas en el extranjero y traducción de obras populares y nacionales.
- Difusión de noticias y programas culturales.
- Regalos a una nación, que demuestra consideración y respeto.
- Diplomacia religiosa, incluido el diálogo interreligioso.
- Promoción y explicación de ideas y políticas sociales.

Todas estas herramientas buscan llevar la comprensión de la cultura de una nación al público extranjero. Funcionan mejor cuando se demuestra que son relevantes para el objetivo público, lo que requiere una comprensión del público. Las herramientas se pueden utilizar trabajando a través de ONGs, diásporas y partidos políticos en el extranjero, lo que puede ayudar con el desafío de la relevancia y la comprensión. Estas herramientas generalmente no son creadas por un gobierno, sino que son producidas por la cultura y luego el gobierno facilita su expresión para la audiencia extranjera, con el propósito de ganar influencia. 

### Las artes

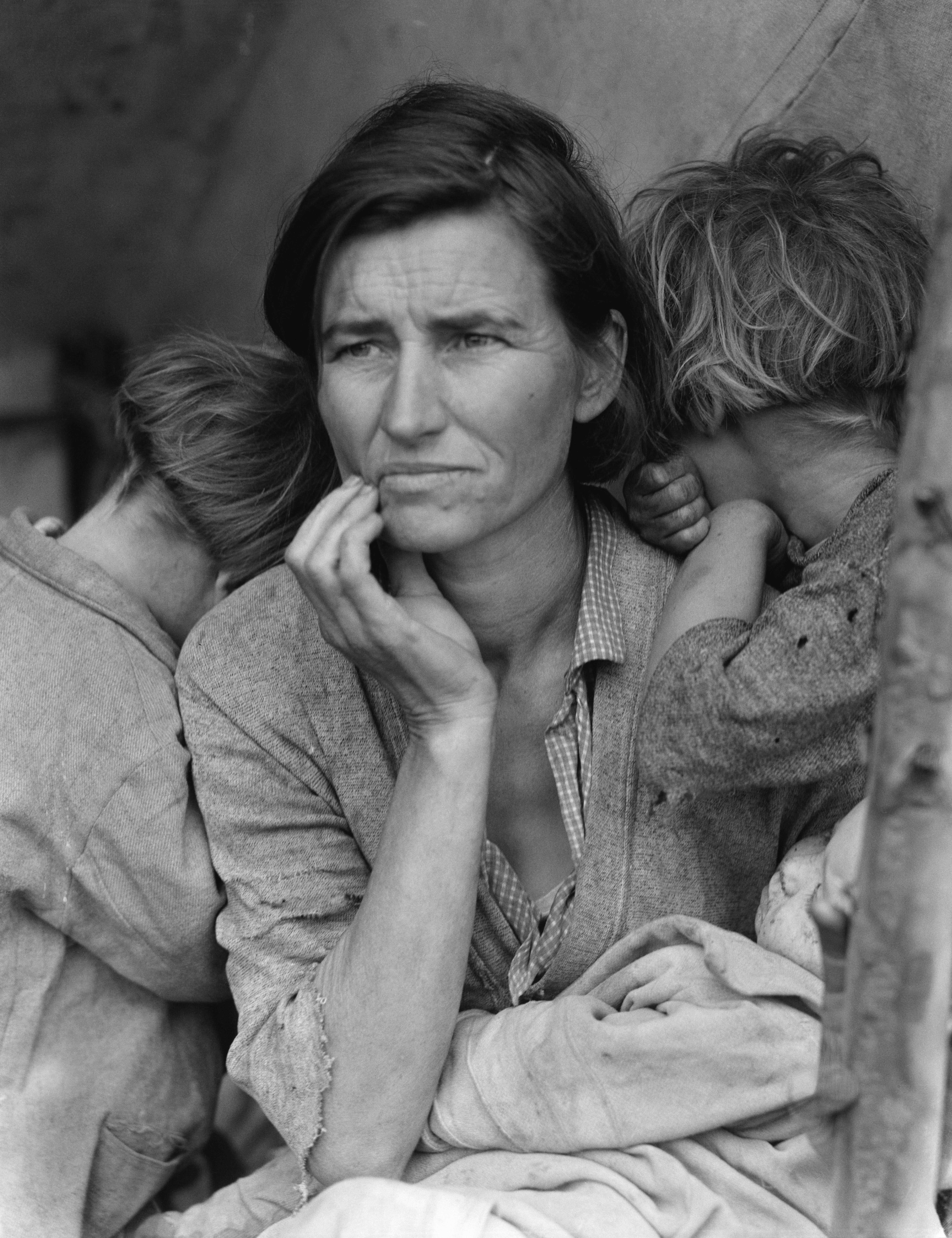
Madre Migrante (1936), Dorothea Lange

En la década de 1950, la Unión Soviética tenía una reputación asociada con la paz, la solidaridad de clase internacional y el progreso debido a su patrocinio de los movimientos revolucionarios locales para la liberación.[cita requerida] Estados Unidos era conocido por su participación en la Guerra de Corea y por preservar el statu quo.[cita requerida] En un esfuerzo por cambiar esta percepción,[cita requerida] la Agencia de Información de los Estados Unidos (USIA) patrocinó una exposición fotográfica titulada La familia del hombre. La exhibición se mostró originalmente en el Museo de Arte Moderno de la ciudad de Nueva York, pero luego USIA ayudó a que la exhibición se viera en 91 ubicaciones en 39 países. Las 503 fotografías de 237 fotógrafos profesionales y aficionados fueron seleccionadas y reunidas por Edward Steichen. Las imágenes mostraban vislumbres de la vida humana cotidiana en sus diversas etapas; cortejo, nacimiento, paternidad, trabajo, autoexpresión, etc., incluidas imágenes de la Gran Depresión. Las imágenes eran multiculturales y solo unas pocas eran abiertamente políticas y mostraban el eclecticismo y la diversidad de la cultura estadounidense, que es la base del poder blando de Estados Unidos. La exhibición fue extremadamente popular y atrajo a un gran número de multitudes, en resumen, Estados Unidos «mostró el mundo, el mundo y obtuvo crédito por ello».
El Departamento de Estado de los Estados Unidos realizó un esfuerzo similar en febrero de 2002 titulado Imágenes de la Zona Cero. La exhibición incluyó 27 imágenes de Joel Meyerowitz, que detallaban los ataques del 11 de septiembre, con el respaldo de embajadas y consulados, a 60 naciones. La exhibición tenía la intención de dar forma y mantener la memoria pública del ataque y sus consecuencias. La exhibición buscaba mostrar el lado humano de la tragedia, y no solo la destrucción de edificios. La exhibición también tenía la intención de mostrar una historia de recuperación y resolución al documentar no solo el dolor, sino también los esfuerzos de recuperación. En muchos países donde se mostró las imágenes, se personalizó para la población. Por ejemplo, los familiares de los que murieron en las Torres a menudo fueron invitados a la apertura del evento. De esta manera, los EE. UU. Pudieron darle su propio giro a la tragedia y evitar que el mundo olvidara.

### Exposiciones

Logo de Pepsi SU

Las exhibiciones se usaron a menudo durante la Guerra Fría para demostrar la cultura y el progreso de los Estados Unidos y la Unión Soviética. En 1959, la Exposición Nacional Americana se llevó a cabo en el Parque Sokolniki en Moscú. La exposición fue inaugurada por el vicepresidente Richard Nixon y contó con la presencia de Walt Disney, Buckminster Fuller, William Randolph Hearst y altos ejecutivos de Pepsi, Kodak y Macy's. Presentó bienes de consumo estadounidenses, automóviles, barcos, televisores a color RCA, alimentos, ropa, etc., y muestras de productos estadounidenses como Pepsi. En el interior había una típica cocina estadounidense en la que los espectadores podían ver cómo se preparaba una comida congelada de Bird's Eye. Una computadora IBM RAMAC fue programada para responder 3.500 preguntas sobre América en ruso. La pregunta más popular fue «¿cuál es el significado del sueño americano?» Los soviéticos trataron de limitar la audiencia dando boletos a los miembros del grupo y organizando su propia exhibición rival. Pero finalmente llegó la gente, y los alfileres de recuerdo que se entregaron aparecieron en todos los rincones del país. Los soviéticos prohibieron el material impreso, pero los estadounidenses lo entregaron de todos modos. Los artículos más populares fueron la Biblia y un catálogo de Sears. Las guías para la exposición fueron estudiantes estadounidenses de posgrado, incluidos afroamericanos y mujeres, que hablaban ruso. Esto les dio a los rusos la capacidad de hablar con verdaderos estadounidenses y hacer preguntas difíciles. El embajador en Moscú, Llewellyn Thompson, comentó que «la exposición valdría más para nosotros que cinco nuevos acorazados». Exposiciones como esta se utilizaron para mostrar lo mejor que una cultura tenía para ofrecer y, básicamente, mostrar de una manera que parecía no amenazadora e incluso amigable. 

### Intercambios

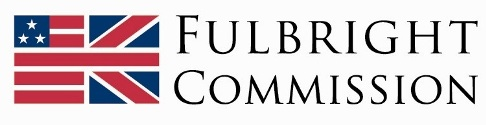
Nuevo logotipo de Fulbright de EE. UU. Y Reino Unido

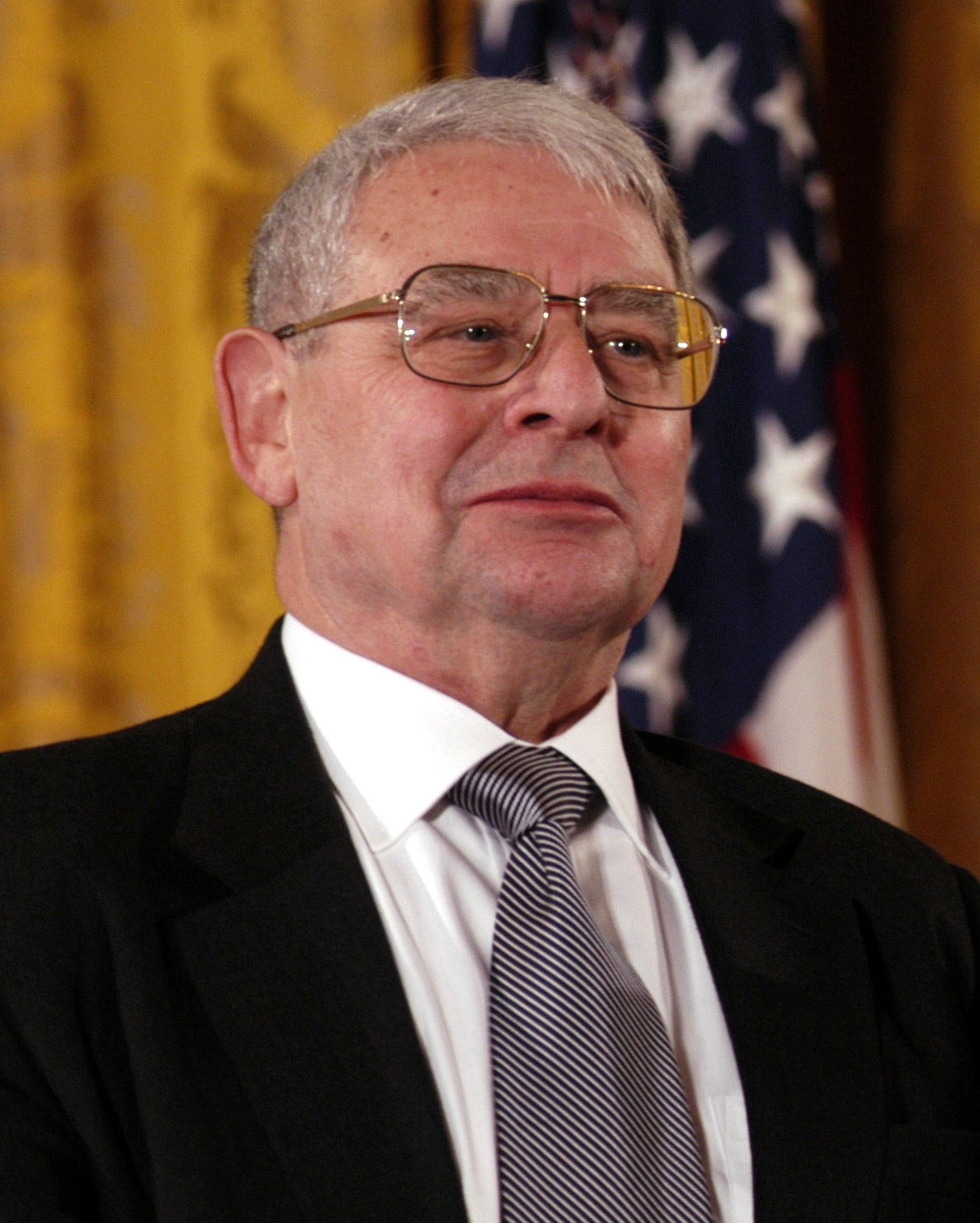
Riccardo Giacconi

La utilidad de los intercambios se basa en dos supuestos: alguna forma de intención política se encuentra detrás del intercambio y el resultado tendrá algún tipo de efecto político. La idea es que los intercambios crearán una red de personas influyentes en el extranjero que los vinculará a su país de acogida y apreciará más a este país debido al tiempo que pasan allí. Los intercambios generalmente tienen lugar a una edad temprana, lo que brinda al país anfitrión la oportunidad de crear un apego y ganar influencia a persona de una edad joven e impresionable.
El Programa Fulbright de los Estados Unidos proporciona un ejemplo de la posible utilidad de los intercambios. Algunas estadísticas incluyen:
- 59 alumnos de 14 países han sido galardonados con el Premio Nobel.
- 82 alumnos han recibido premios Pulitzer.
- 37 alumnos de Fulbright han servido como jefes de Estado o de Gobierno.

Algunos alumnos destacados de Fulbright incluyen: 
- Garry Conille, ex primer ministro de Haití.
- Muhammad Yunus, fundador del Grameen Bank y ganador del Premio Nobel de la Paz en 2006.
- John Atta Mills, presidente de Ghana.
- Lee Evans, medallista de oro olímpico.
- Riccardo Giacconi, físico y ganador del Premio Nobel en 2002.
- Renée Fleming, soprano.
- Jonathan Franzen, escritor.

Esto no quiere decir que los intercambios garanticen que los participantes mirarán favorablemente a su país anfitrión, pero la esperanza es que lo hagan. 

### TV, música, cine
El entretenimiento popular es una declaración sobre la sociedad que retrata. Estas exhibiciones culturales pueden llevar mensajes importantes sobre el individualismo, las elecciones del consumidor y otros valores. Por ejemplo, el público soviético que miraba películas estadounidenses se enteró de que los estadounidenses eran dueños de sus propios automóviles, no tenían que hacer largas colas para comprar comida y no vivían en apartamentos comunes. Estas observaciones no tenían la intención de ser mensajes políticos cuando Hollywood creó las películas, pero de todos modos llevaron un mensaje. 
La programación cultural con música de jazz latino y el Bolero ya fue reconocida por el Departamento de Estado de los Estados Unidos como una herramienta diplomática importante durante el período de la Segunda Guerra Mundial. A principios de la década de 1940, Nelson Rockefeller, de la Oficina del Coordinador de Asuntos Interamericanos, colaboró con Edmund A. Chester, de la red de radiodifusión de la CBS, para mostrar a los principales músicos de Norte y Sudamérica para el público de ambos continentes. Artistas musicales como Alfredo Antonini, Terig Tucci, John Serry Sr., Miguel Sandoval, Juan Arvizu, Elsa Miranda, Eva Garza y Nestor Mesta Chayres participaron en este esfuerzo verdaderamente internacional para fomentar la paz en toda América a través de actuaciones musicales compartidas (ver Viva América).
En la era posterior a la Segunda Guerra Mundial, el Ejército de los Estados Unidos también reconoció la importancia de la programación cultural como una valiosa herramienta diplomática en medio de las ruinas en Europa. En 1952, el Séptimo Ejército de los Estados Unidos Contó con la experiencia del joven director Samuel Adler para establecer la Orquesta Sinfónica del Séptimo Ejército en Stuttgart, Alemania, para demostrar el patrimonio cultural compartido de América y Europa. Las actuaciones de música clásica de la orquesta continuaron en toda Europa hasta 1962. Mostraron el talento de varios directores y músicos destacados, entre ellos: James Dixon, John Ferritto, Henry Lewis y Kenneth Schermerhorn.
A medida que la Guerra Fría entre Estados Unidos y la Unión Soviética se intensificó en la década de 1950, el Departamento de Estado también apoyó la interpretación de la música clásica como una herramienta diplomática indispensable. Con esto en mente, el presidente Dwight D. Eisenhower estableció un Fondo de Emergencia para Asuntos Internacionales en 1954 para estimular la presentación de los logros culturales de Estados Unidos al público internacional en los ámbitos de la danza, el teatro y la música. En 1954, el programa de Presentaciones Culturales del Departamento de Estado estableció una relación de cooperación con el Panel Asesor de Música del American National Theatre and Academy (ANTA) para evaluar a los posibles intérpretes musicales que podrían representar mejor a Estados Unidos en los lugares de actuación de todo el mundo. Los miembros del panel asesor incluyeron a destacados compositores y académicos estadounidenses como: Virgil Thomson, Howard Hanson en la Escuela de Música Eastman, William Schuman en la Escuela Juilliard, Milton Katims y el crítico musical Alfred Frankenstein. Además, el Departamento de Estado seleccionó a la Orquesta Eastman Philharmonia de Hanson para actuar durante una gira de intercambio cultural internacional en 1961. Las actuaciones de conciertos de este grupo de estudiantes de élite de la Escuela de Música Eastman fueron bien recibidas por el público entusiasta en 34 ciudades de 16 países de Europa, Oriente Medio y Rusia.
El jazz jugó un papel crítico durante la Guerra Fría en el establecimiento de lazos políticos. El productor Willis Conover explicó el jazz como una encarnación de una antiideología o una forma de vida alternativa al introducir un nuevo estilo de música con una estructura suelta e improvisación. En noviembre de 1955, el New York Times declaró a Louis Armstrong como el embajador más efectivo de Estados Unidos. Lo que los diplomáticos estadounidenses no pudieron hacer, Armstrong y su música de jazz lo hicieron. Este artículo afirmaba que los músicos, como Armstrong, crearon un lenguaje universal para comunicarse.  
El jazz surgió originalmente en la Unión Soviética durante las décadas de 1920 y 1930, pero se desvaneció rápidamente. Después de la Segunda Guerra Mundial, el jazz comenzó a resurgir, pero fue condenado por Andrei Zhdanov. Consideró el jazz como corrupto y capitalista debido al hecho de que surgió de los Estados Unidos durante una época de disturbios políticos. Durante las décadas de 1950 a 1960, el Movimiento de los Derechos Civiles, la descolonización de África y Asia, y la rivalidad cultural y política de los Estados Unidos y la Unión Soviética crearon la necesidad de un intercambio cultural. Como resultado, el gobierno de los Estados Unidos envió una banda de jazz compuesta por músicos afroamericanos al extranjero para recorrer lugares, incluidos Oriente Medio y África, con el objetivo de que los músicos negros establecieran conexiones con su herencia africana.
Duke Ellington, B.B. King y Dizzy Gillespie hicieron viajes a África que fomentaron las conexiones con la diáspora africana. En 1956, Dizzy Gillespie asumió el papel de embajador musical durante su viaje a Oriente Medio. Informó al presidente Eisenhower que él y su banda de jazz fueron efectivos contra la propaganda roja. Con su grupo interracial, la banda de jazz pudo comunicarse a través de las barreras sociales y lingüísticas. Durante el viaje de la banda a Atenas, Grecia, una actuación transformó una audiencia de estudiantes antiamericanos enojados por la postura de los Estados Unidos sobre la dictadura de derecha de Grecia. Al final de la presentación, Gillespie dijo que la audiencia amaba la música y lo arrojó sobre sus hombros después de la presentación. Los diplomáticos enfatizaron los efectos positivos de la diplomacia musical en el público. 
De 1955 a 1996, el productor de jazz Willis Conover organizó un programa de música llamado «Music USA», para que Voice of America ayude en la aparición de músicos de jazz como embajadores estadounidenses. Conover explicó: «El jazz es un cruce entre la disciplina total y la anarquía», por la forma en que los músicos acuerdan el tempo, la clave y el acorde, pero se distingue por su libertad de expresión. Unos treinta millones de oyentes en todo el mundo, incluidos millones en la Unión Soviética, escucharon los 45 minutos de música pop y 45 minutos de jazz con un noticiero que precedió a cada uno. Muchos críticos han declarado que el programa de Conover desempeñó un papel importante en el resurgimiento del jazz dentro de la Unión Soviética después de la Segunda Guerra Mundial. Muchos historiadores creen que este aspecto de la libertad del jazz fue representativo de la cultura estadounidense durante este tiempo. 

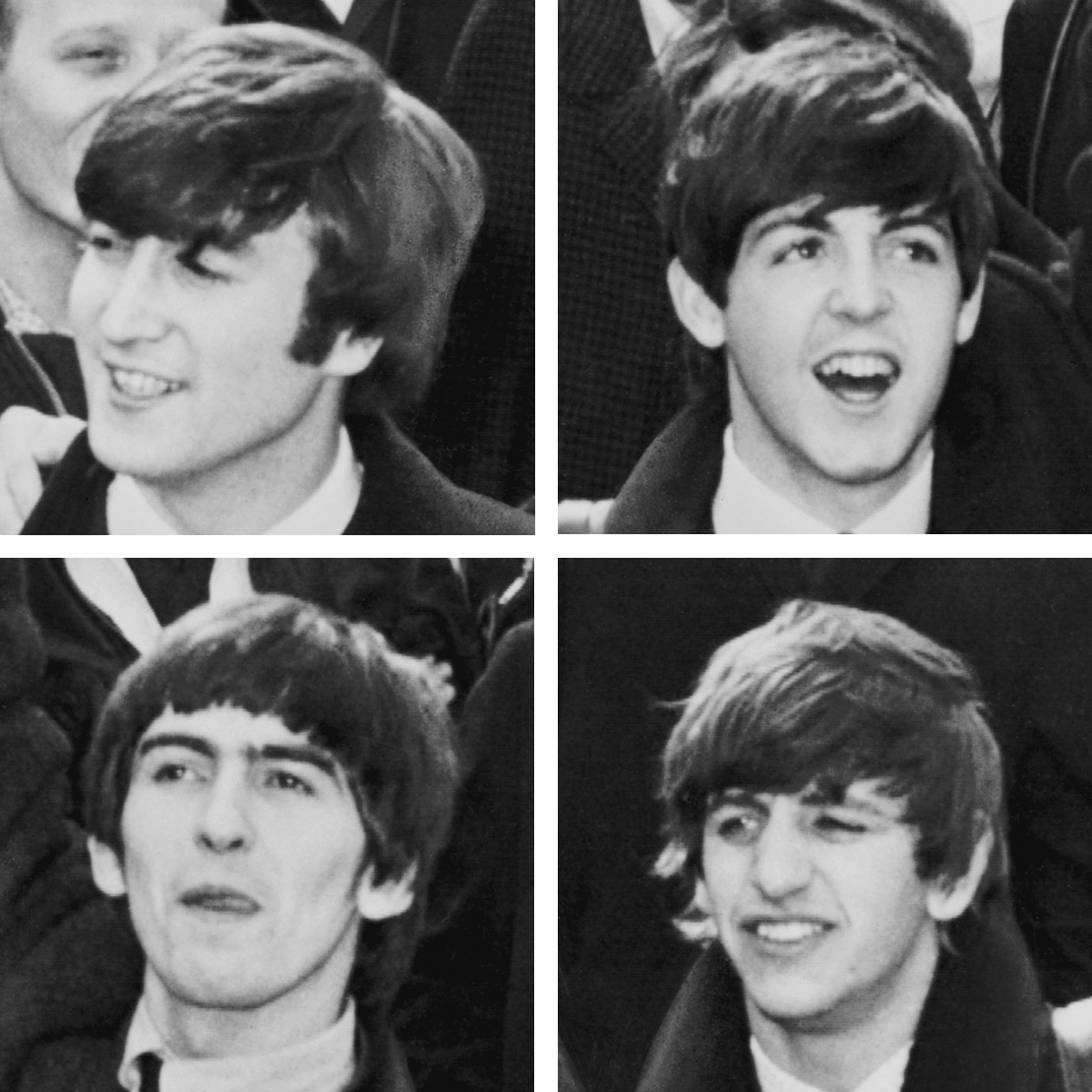
The Beatles

El efecto que tuvo The Beatles en Rusia durante la Guerra Fría es un ejemplo de cómo los artistas musicales y sus canciones pueden volverse políticos. Durante este tiempo, la música rock canalizó ideas liberales «occidentales» como una forma de arte progresivo y modernizado. The Beatles simbolizaron la cultura occidental de una manera que introdujo nuevas ideas que muchos creen ayudaron al colapso del comunismo. Como resultado, los Beatles sirvieron como diplomáticos culturales a través de su popularidad en la Unión Soviética. Su música fomentó la comunicación juvenil y unió a las personas con un espíritu común de cultura popular. 
Kolya Vasin, fundador del museo The Beatles y del Templo del Amor, la Paz y la Música en San Petersburgo, comentó que The Beatles «eran como una prueba de integridad. Cuando alguien dijo algo en contra de ellos, supimos exactamente lo que valía esa persona. Las autoridades, nuestros maestros, incluso nuestros padres, se convirtieron en idiotas para nosotros». A pesar de los intentos del gobierno de la Unión Soviética para evitar la difusión de la popularidad de The Beatles entre sus ciudadanos, la banda demostró ser tan popular en la URSS como lo fue en Gran Bretaña. El gobierno llegó a censurar la expresión de todos los ideales occidentales, incluida la excentricidad burguesa de The Beatles, limitando el acceso de los ciudadanos soviéticos a su música. Leslie Woodland, documentalista, comentó sobre lo que le dijeron a los rusos sobre Occidente: «Una vez que la gente escuchó la maravillosa música de The Beatles, simplemente no pararon. El pronóstico de las autoridades no se correspondía con lo que estaban escuchando. El sistema fue construido sobre el miedo y las mentiras, y de esta manera, The Beatles pusieron fin al miedo y expusieron las falsedades». Pavel Palazchenko, el intérprete de conferencias de Mijaíl Gorbachov, declaró que «la música de The Beatles es una fuente de alivio musical. Nos ayudaron a crear un mundo propio, un mundo diferente de la liturgia ideológica aburrida y sin sentido que me recordaba cada vez más al estalinismo...». Al igual que Gorbachov, muchos jóvenes rusos acordaron que The Beatles eran una forma de superar el aislamiento cultural impuesto por la Guerra Fría y reforzado por su sistema político actual. 
De esta manera, la música de The Beatles tocó un acorde político en la Unión Soviética, incluso cuando las canciones no estaban destinadas a ser políticas. Este contacto fue en ambos sentidos. En 1968, cuando se lanzó la canción «Back in the USSR», el álbum incluía una cita en la portada de Paul McCartney que decía «Al lanzar este disco, hecho especialmente y exclusivamente para la URSS, estoy extendiendo una mano de paz y amistad con el pueblo soviético». Durante el primer viaje de Paul McCartney a Rusia en mayo de 2003, casi medio millón de fanáticos lo saludaron. Un crítico ruso informó: «La única persona en la Plaza Roja que no se movió fue Lenin». Este es un ejemplo de cómo los productos de la cultura pueden influir en las personas que alcanzan fuera de su propio país. También muestra cómo un ciudadano privado puede convertirse involuntariamente en una especie de embajador cultural.

### Marca de lugar
Esta imagen y reputación se han convertido en una parte esencial de la «equidad estratégica de un estado». La marca de lugar es «la totalidad de los pensamientos, sentimientos, asociaciones y expectativas que vienen a la mente cuando un prospecto o consumidor está expuesto al nombre, logotipo, productos, servicios, eventos de una entidad o cualquier diseño o símbolo que los represente». Se requiere colocar la marca para que la imagen de un país sea aceptable para la inversión, el turismo, el poder político, etc. Como Joseph Nye comentó: «en una era de la información, a menudo es el lado que tiene el mejor lado de la historia que gana», esto ha resultado en un cambio de la diplomacia de estilo antiguo para abarcar la construcción de marca y la gestión de la reputación . En resumen, un país puede usar su cultura para crear una marca que represente valores e imagen positivos.

## Complicaciones
La diplomacia cultural presenta una serie de desafíos únicos para cualquier gobierno que intente llevar a cabo programas de diplomacia cultural. La mayoría de las ideas que observa una población extranjera no están bajo el control del gobierno. El gobierno generalmente no produce libros, música, películas, programas de televisión, productos de consumo, etc. que lleguen a una audiencia. Lo máximo que puede hacer el gobierno es tratar de trabajar para crear aperturas para que el mensaje llegue a audiencias masivas en el extranjero. Para ser culturalmente relevante en la era de la globalización, un gobierno debe ejercer control sobre los flujos de tecnologías de información y comunicación, incluido el comercio. Esto también es difícil para los gobiernos que operan en una sociedad de libre mercado donde el gobierno no controla la mayor parte de los flujos de información. Lo que el gobierno puede hacer es trabajar para proteger las exportaciones culturales donde florecen, utilizando acuerdos comerciales u obteniendo acceso a redes de telecomunicaciones extranjeras.
También es posible que funcionarios de gobiernos extranjeros se opongan o resistan a ciertas exportaciones culturales mientras la gente los anima. Esto puede dificultar el apoyo a las políticas oficiales. Las actividades culturales pueden ser tanto una bendición como una maldición para una nación. Este puede ser el caso si ciertos elementos de una cultura son ofensivos para la audiencia extranjera. Ciertas actividades culturales también pueden socavar los objetivos de la política nacional. Un ejemplo de esto fue el disenso público estadounidense de la guerra de Irak, mientras que la política oficial del gobierno todavía lo apoyaba. Simultáneamente, la prevalencia de la protesta puede haber atraído a algunos extranjeros a la apertura de Estados Unidos. El éxito de la diplomacia cultural también es difícil de medir. 

## Instituciones
- AMEXCID México
- Alliance Française, Francia
- Institut Français, Francia
- Istituto Italiano di Cultura, Italia
- Sociedad Dante Alighieri, Italia
- EMMA por la Paz, Italia
- Instituto Balassi, Hungría (1927– )
- British Council, Reino Unido (1934– )
- Oficina de Asuntos Educativos y Culturales, Estados Unidos
- Agencia de Información de los Estados Unidos, Estados Unidos (1953–99)
- Instituto Confucio, China (2004– )
- Danish Cultural Institute, Dinamarca (1940– )
- Goethe-Institut, Alemania
- Instituto Cervantes, España
- Instituto Ramon Llull, Cataluña
- Instituto Vasco Etxepare, País Vasco
- Fundación Japón, Japón
- Instituto Yunus Emre, Turquía
- Asociación de Amistad con Corea, Corea del Norte
- Centro Cultural Coreano, Corea del Sur
- Instituto Camões, Portugal
- Instituto Sueco, Suecia
- Agencia Judía para la Tierra de Israel, Israel